# Casus belli
Casus belli (na latinskom povod za rat) označava čin, uzrok ili akciju koja kao reakciju dovodi do rata. 
Casus belli stoga ne opisuje skup okolnosti koje dovode do rata, nego samo posljednji, odlučujući čin. Primjerice, razlozi ili uzroci Prvog svjetskog rata bili su raznovrsni, uključujući teritorijalne prohtjeve, borbu za Balkan gdje je slabio utjecaj Osmanskog Carstva, osvetu Njemačke Francuskoj za gubitak Alzasa 1871., te polustoljetni hladni rat između Centralnih sila i Antante, no povod ili casus belli bio je Sarajevski atentat, zbog kojeg je Austrougarska objavila rat Srbiji.
Ako je casus belli vojna agresija, po značenju Međunarodnog prava, proizlazi pravo na samoobranu napadnute države.
Kod određenih casūs belli napad na agresora po međunarodnom pravu može se smatrati opravdanim.

## Primjeri
- Praška defenestracija koja je 1618. bila povod za Tridesetogodišnji rat.
- Sarajevski atentat, bio je povod za srpanjsku krizu i doveo do Prvog svjetskog rata.
- Japanski napad na Pearl Harbour bio povod za ulazak SADa u Drugi svjetski rat.